# Fantasy-Jahr 1972
Übersicht

◄◄ | ◄ | 1968 | 1969 | 1970 | 1971 | Fantasy-Jahr 1972 | 1973 | 1974 | 1975 | 1976 | ► | ►►

Weitere Ereignisse